# علي بن إبراهيم القمي
الشيخ علي بن إبراهيم بن هاشم القمي (القرن الثالث الهجري - 329 هـ). هو راوٍ وفقيه ومُفسّر شيعي. ويُعدّ من أشهر رواة الشيعة وأبرزهم، وقد رُويت عنه العديد من الروايات في مجموعات روائية شيعية كبيرة، حيث بلغ عدد الروايات التي رواها عن والده إبراهيم بن هاشم فقط سبعة آلاف وثمانية وستين رواية. وقد روى الُكليني أكثر من سبعة آلاف رواية عن أستاذه القُمّي في كتابه الكافي.

## مؤلفاته
- كتاب التفسير
- كتاب الناسخ والمنسوخ
- كتاب قرب الإسناد
- كتاب الشرايع
- كتاب الحيض
- كتاب التوحيد والشرك
- كتاب فضائل علي بن أبي طالب
- كتاب المغازي
- كتاب الأنبياء،
- رسالة في معنى هشام ويونس
- جوابات مسائل سأله عنها محمد بن بلال[2]

## أقوال العلماء فيه
- قال النجاشي: «علي بن إبراهيم بن هاشم أبو الحسن القمي، ثقة في الحديث، ثبت معتمد صحيح المذهب».[3]
- قال عباس القمي: هو من أجل رواة أصحابنا.[4]
- قال آغا بزرك الطهراني: علي بن إبراهيم بن هاشم من أعاظم مشايخ الكليني.[5]
- قال المجلسي: الشيخ الجليل الثقة علي بن إبراهيم بن هاشم القمي.[6]
- قال علي النمازي الشاهرودي: علي بن إبراهيم من مشايخ الكليني، ثقة جليل عين ثبت فاضل نبيل، لا غمز فيه من أحد.[7]
- قال الذهبي في ميزان الاعتدال: علي بن إبراهيم، أبو الحسن المحمدي، رافضي جَلْد. له تفسير فيه مصائب، يروى عن ابن أبي داود، وابن عقدة، وجماعة.[8]

## عائلته

### والده
هو أبو إسحاق إبراهيم بن هاشم بن الخليل القمي، وأصله من الكوفة لكنه انتقل إلى قم، وهو أول من نشر حديث الكوفيين بقم، وهو من ثقات الرواة عند الشيعة الإمامية، وكان كثير الحديث، له كتاب النوادر، وكتاب قضايا علي بن أبي طالب

### أولاده
- أحمد بن علي بن إبراهيم، نزيل الري، سمع أباه وسعد بن عبد الله، وعبد الله بن جعفر الحميري وأحمد بن إدريس، وَغيرهم وكان من شيوخ الشيعة، ومن مشايخ الصدوق، يروي عنه مترضياً عليه.[5][12][13]
- محمد بن علي بن إبراهيم، من الرواة، له كتاب (علل الأشياء).[14]
- إبراهيم بن علي بن إبراهيم، من رواة الحديث.[15]

### إخوته
له أخ واحد وهو إسحاق بن إبراهيم، وهو من رواة الحديث.

## وفاته
توفي القمّي عام 329 هـ، ودفن في قم.